# دونالد بلاكسلي
دونالد بلاكسلي (بالإنجليزية: Donald Blakeslee)‏ هو طيار وضابط أمريكي، ولد في 11 سبتمبر 1917 في فيربورت هاربر في الولايات المتحدة، وتوفي في 3 سبتمبر 2008 في ميامي في الولايات المتحدة بسبب قصور القلب.